# Senegal i olympiska vinterspelen 1992
Senegal deltog med två deltagare vid de olympiska vinterspelen 1992 i Albertville. Ingen av landets deltagare erövrade någon medalj.